# Egyptens damlandslag i volleyboll
Egyptens damlandslag i volleyboll är ett av de bättre landslagen i Afrika med tre segrar i afrikanska mästerskapet och medverkan vid tre VM (1990, 2002 och  2006).